# Gaëtan Poussin
Gaëtan Poussin (Le Mans, 13 gennaio 1999) è un calciatore francese, portiere del Red Star.

## Carriera

### Club
Cresce nelle giovanili del Bordeaux. Il 19 dicembre 2018 esordisce in prima squadra nella vittoria per 1-0 in Coupe de la Ligue contro il Digione. Esordisce in Ligue 1 il 24 maggio del 2019, nella vittoria 1-0 in casa del Caen.
A seguito del fallimento del Bordeaux, si trasferisce al Real Saragozza, nella Segunda División spagnola. Debutta il 5 ottobre 2023, subentrando a Cristian Darío Álvarez nel finale della gara vinta per 0-1 allo Stadio Nazionale di Andorra la Vella contro l'Andorra. Conclude la sua prima stagione in Aragona con cinque presenze totali. Nella stagione 2024-2025, dopo il ritiro dello storico portiere titolare Cristian Álvarez, viene impiegato con più frequenza.
Il 16 agosto 2025 ritorna in Francia accasandosi al Red Star.

## Statistiche

### Presenze e reti nei club
Statistiche aggiornate al 15 maggio 2025.
| Stagione             | Squadra              | Campionato           | Campionato | Campionato | Coppe nazionali | Coppe nazionali | Coppe nazionali | Coppe continentali | Coppe continentali | Coppe continentali | Altre coppe | Altre coppe | Altre coppe | Totale | Totale  |
| Stagione             | Squadra              | Comp                 | Pres       | Reti       | Comp            | Pres            | Reti            | Comp               | Pres               | Reti               | Comp        | Pres        | Reti        | Pres   | Reti    |
| -------------------- | -------------------- | -------------------- | ---------- | ---------- | --------------- | --------------- | --------------- | ------------------ | ------------------ | ------------------ | ----------- | ----------- | ----------- | ------ | ------- |
| 2017-2018            | Bordeaux             | L1                   | 0          | 0          | -               | -               | -               | UEL                | 0                  | 0                  | -           | -           | -           | 0      | 0       |
| 2018-2019            | Bordeaux             | L1                   | 1          | 0          | CdL             | 2               | 0               | UEL                | 0                  | 0                  | -           | -           | -           | 3      | 0       |
| 2019-2020            | Bordeaux             | L1                   | 0          | 0          | CF+CdL          | 2+1             | -3              | -                  | -                  | -                  | -           | -           | -           | 3      | -3      |
| 2020-2021            | Bordeaux             | L1                   | 0          | 0          | CF              | 1               | -2              | -                  | -                  | -                  | -           | -           | -           | 1      | -2      |
| 2021-2022            | Bordeaux             | L1                   | 13         | -27        | CF              | 1               | 0               | -                  | -                  | -                  | -           | -           | -           | 14     | -27     |
| 2022-2023            | Bordeaux             | L2                   | 36         | -25        | CF              | 0               | 0               | -                  | -                  | -                  | -           | -           | -           | 36     | -25     |
| Totale Bordeaux      | Totale Bordeaux      | Totale Bordeaux      | 50         | -54        |                 | 7               | -5              |                    | -                  | -                  |             | -           | -           | 57     | -59     |
| 2023-2024            | Real Saragozza       | SD                   | 4          | -5         | CR              | 1               | -2              |                    | -                  | -                  |             | -           | -           | 5      | -7      |
| 2024-2025            | Real Saragozza       | SD                   | 33         | -44; 1     | CR              | 0               | 0               |                    | -                  | -                  |             | -           | -           | 33     | -44; 1  |
| Totale Real Zaragoza | Totale Real Zaragoza | Totale Real Zaragoza | 37         | -49; 1     |                 | 1               | -2              |                    | -                  | -                  |             | -           | -           | 38     | -51; 1  |
| Totale carriera      | Totale carriera      | Totale carriera      | 87         | -103; 1    |                 | 8               | -7              |                    | -                  | -                  |             | -           | -           | 95     | -110; 1 |